# Aspin-en-Lavedan
Aspin-en-Lavedan é uma comuna francesa na região administrativa de Occitânia, no departamento dos Altos Pirenéus. Estende-se por uma área de 1,77 km², Em 2010 a comuna tinha 331 habitantes (densidade: 187 hab./km²)..